# 渝黔城际铁路
渝黔城际铁路，即渝厦高速铁路重庆段，是中国一条连接重庆市主城区与黔江区的城际铁路，为《成渝经济区轨道交通网线规划》的重要骨架。于2018年10月获国家发改委批准，于2018年11月22日开工建设，2025年6月27日建成通车。

## 简介
渝黔城际铁路线路全长269公里，设计一次建成双线，设计时速350公里，全线桥隧比例94.47%，总投资约535亿元，建设工期为5.5年，是一条以客运为主的高速铁路。

## 历史
2018年10月19日，国家发展改革委批复渝黔城际铁路可行性研究报告。11月22日，工程正式开工。
2020年6月10日，重庆段全面开工建设。
2022年4月26日，中铁十四局承建的渝湘高铁重庆至黔江铁路重庆长江隧道4号斜井正式进洞施工，标志着中国最长水下高铁隧道进入全面施工阶段。7月30日，白笋溪双线大桥贯通。9月15日，侯家坡隧道顺利贯通。12月7日，黄草乌江双线大桥主拱合龙。
2023年6月16日，渝湘高铁重庆至黔江段长江隧道“长江号”盾构机启动，中国首条穿越长江高铁隧道正式进入盾构掘进施工阶段。7月6日，黔江段首榀箱梁架设成功。8月24日，中国高铁在建项目高、跨最大的T构连续梁，渝湘高铁渝黔段石梁河双线特大桥4号墩T构桥梁顺利合龙。10月18日，坝子隧道顺利贯通。11月30日，姚家院子隧道顺利贯通。12月7日，首座万米长隧桂花园隧道贯通。12月27日，全线涌水量最大和可溶岩区段最长隧道，坪上隧道历经1336天顺利贯通。
2024年1月16日，石梁河双线特大桥全桥顺利合龙，大桥4#墩T构连续梁是中国在建高铁项目中跨度最大的T构连续梁。1月24日，赵家坡二号隧道顺利贯通。1月31日，长途河双线大桥顺利合龙。
2025年6月27日，渝黔城际（渝厦高铁重庆段）开通运营。

## 车站
| 渝黔城际铁路 |                   |                      |               |                                                                               |
| 名称         | 运价里程 （公里） | 所在地               | 规模 仅高速场 | 连接铁路                                                                      |
| 重庆         | 0                 | 渝中区               | 4台8线        | 成渝客运专线 成渝铁路                                                         |
| 重庆东       | 21.11             | 南岸区               | 8台16线       | 渝昆高速铁路（建设中） 渝贵高速铁路 渝万高速铁路（建设中） 重庆铁路枢纽东环线 |
| 巴南         | 36.28             | 巴南区               | 2台4线        |                                                                               |
| 南川北       | 79.45             | 南川区               | 2台6线        |                                                                               |
| 水江西       | 97.09             | 南川区               | 2台4线        |                                                                               |
| 武隆南       | 158.12            | 武隆区               | 2台6线        |                                                                               |
| 彭水西       | 189.44            | 彭水苗族土家族自治县 | 2台4线        |                                                                               |
| 黔江         | 262.13            | 黔江区               | 2台6线        | 渝怀铁路 黔张常铁路联络线                                                     |

## 桥隧
南川大林隧道